# سیکلید سه‌خط
سیکلید سه نقطه یا سیچلاید تریماکو (نام علمی: Cichlasoma trimaculatum) نام یک گونه از تیره سیکلید است. این گونه سیکلیداز خانواده ماهی‌های شاخ گل می‌باشد. این ماهی می‌تواند تا ۱۵ سانتی‌متر رشد اما حداکثر اندازه آن ۹–۱۰ سانتی‌متر است. این گونه در السالوادور، هندوراس، و نیکاراگوئه یافت می‌شود.